# Serie 101 de Renfe
La serie 101 de Renfe es una serie de trenes de alta velocidad de la empresa ferroviaria española Renfe Viajeros. Nació inicialmente como subserie de la Serie 100 debido a los numerosos cambios que se efectuaron entre 1987 y 1989 en la planificación de lo que sería la alta velocidad en España. Inicialmente se adjudicaron un total de 24 trenes de alta velocidad con ancho de vía internacional a Alstom, y después se cambió el contrato a 16 unidades; pero tras varios aplazamientos y una indemnización, se construyeron los 8 trenes restantes, de los cuales 2 fueron de la serie 100 y los 6 últimos constituyeron esta serie similar a la 100, pero con ancho ibérico.
Esta serie, denominada Euromed por el servicio que ofrece, es similar a la Serie 100 (es bitensión, tienen los mismos motores y ambas tienen 2 cabezas tractoras y 8 remolques articulados). Las diferencias se deben a que en la serie 101 se instalaron bogies de 1668 mm, únicamente se utiliza a 3 kV (CC) y su velocidad está limitada a 220 km/h (en pruebas se alcanzaron 254 km/h). Las 6 unidades fueron entregadas entre 1994 y 1996.
Los servicios que cubrían son de Barcelona-Valencia y Barcelona-Alicante por el Corredor Mediterráneo adaptado para circular a una velocidad máxima de 220 km/h, pero circulando a una velocidad comercial de 200 km/h.
Actualmente la Serie 101 no existe con esa denominación, pero los vehículos que la integraban siguen circulando como Serie 100 por la línea de alta velocidad Madrid-Sevilla desde 2009, prestando servicios AVE.
El servicio Euromed sigue existiendo, pero se realiza con trenes de la Serie 130, que tienen ancho variable.

## Reforma a Serie 100
Con la llegada de la Serie 130 que tiene ancho variable, las composiciones Serie 101 se fueron retirando del servicio Euromed, para ser transformadas a Serie 100 y dar servicio AVE. La reforma se llevó a cabo en los talleres de La Sagra.
La primera unidad en ser reformada fue la 101.002, que había tenido un accidente el 23 de junio de 2007 en El Prat (ver detalles en "Accidentes"), aprovechando así su reparación para reformarla. Las cinco composiciones restantes se empezaron a reformar a partir de 2009, siendo la 101.006 la última en hacer un Euromed 101 el 18 de abril de 2010.
Actualmente están numeradas correlativamente: de 100.019 a 100.024

## Accidentes
1. El 30 de marzo de 2002, la rama 101.001 cubriendo un Euromed Alicante-Barcelona colisionó lateralmente con una doble composición de unidades Serie 448 que hacía servicio Catalunya Exprés, y que se encontraba efectuando parada en al estación de Torredembarra. El Catalunya Exprés había rebasado el piquete de entrevía de la vía de apartadero, invadiendo el gálibo de la vía principal, provocando el choque entre ambos trenes a 155 km/h. Hubo dos fallecidos y 90 heridos entre ambos trenes. A causa del accidente, esa unidad de la Serie 101 sufrió daños en una de las cabezas motrices y varios de los remolques intermedios. Estos daños la mantuvieron apartada hasta el año 2005, en el que se inició una reconstrucción de los vehículos dañados. En la primavera de 2006, volvió a circular, pero con un nuevo aspecto en la cabeza motriz dañada, que fue recarrozada con el carenado de los TGV-Duplex franceses, y fue pintado todo el tren.  La unidad 448.002, que fue la afectada por la colisión con el Euromed, perdió el remolque intermedio que resultó destrozado. Tras una transformación en el TCR de Valladolid, circula sin dicho remolque, siendo la única unidad Serie 448 que circula con sólo 2 coches.

1. El 23 de junio de 2007, la rama 101.002, que regresaba sin servicio comercial desde La Sagra dirigiéndose hacia Barcelona - Sant Andreu Comtal, entró a 120 km/h en una zona de obras limitada a 30 km/h y descarriló, ocasionando contusiones al maquinista y daños de consideración en el tren. Se aprovechó la reparación de esta rama, para la reforma a Serie 100.